# 大卫·金博尔
大卫·金博尔（英語：David J. Kimball）美国音频工程师。他曾因愤怒的公牛提名奥斯卡最佳音响效果奖。

## 部分影视作品
- 愤怒的公牛 (1980)[1]